# Pirajuí
Pirajuí là một đô thị ở bang São Paulo của Brasil.

## Địa lý
Đô thị này nằm ở vĩ độ 21º59'55" độ vĩ nam và kinh độ 49º27'26" độ vĩ tây, trên khu vực có độ cao 468 m. Dân số năm 2004 ước tính là 20.745 người. 
Đô thị này có diện tích 821,68 km².

## Thông tin nhân khẩu
Dữ liệu dân số theo điều tra dân số năm 2000
Tổng dân số: 20.095
- Thành thị: 16.267
- Nông thôn: 3.828
- Nam giới: 10.714
- Nữ giới: 9.381

Mật độ dân số (người/km²): 24,52
Tỷ lệ tử vong trẻ sơ sinh dưới 1 tuổi (trên một triệu người): 16,67
Tuổi thọ bình quân (tuổi): 70,79
Tỷ lệ sinh (số trẻ trên mỗi bà mẹ): 2,14
Tỷ lệ biết đọc biết viết: 90,18%
Chỉ số phát triển con người (HDI-M): 0,779
- Chỉ số phát triển con người - Thu nhập: 0,709
- Chỉ số phát triển con người - Tuổi thọ: 0,763
- Chỉ số phát triển con người - Giáo dục: 0,866

(Nguồn: IPEADATA)

## Sông ngòi
- Rio Dourado
- Sông Aguapeí

## Các xa lộ
- SP-300
- SP-331